# Насьональ (футбольный клуб, Монтевидео)
«Насьона́ль» (исп. Club Nacional de Football) — уругвайский футбольный клуб из города Монтевидео, один из самых титулованных клубов мира. «Насьональ» был образован 14 мая 1899 года в результате объединения двух команд — Uruguay Athletic Club и Montevideo Fútbol Club.
«Насьональ», наряду со своим главным и принципиальным противником, «Пеньяролем», противостояние с которым является Суперкласико Уругвая, является лидером уругвайского футбола на протяжении почти всей истории его развития. В сумме эти две команды выиграли 102 чемпионата Уругвая из 122. Эти две команды возглавляют сводную Кубка Либертадорес за всю историю турнира — с 1960 по 2014 год, причём, несмотря на то, что «Пеньяроль» является рекордсменом по числу участий в финале и имеет на два титула больше, нежели «Насьональ» (пять против трёх), именно «Насьональ» удерживает первое место в данной таблице.
Игроки «Насьоналя» добились выдающихся результатов в составе сборной Уругвая. В трёх случаях из четырёх важнейших побед сборной (две Олимпиады 1920-х годов, приравненные к чемпионатам мира среди любителей, а также два Кубка мира ФИФА) именно игроки «Насьоналя» составляли костяк победных составов — на Олимпийских играх 1924 и 1928 годов, а также на чемпионате мира 1930 года. Из всех уругвайских клубов только игроки «Насьоналя» участвовали во всех 15 победных кампаниях сборной Уругвая на Кубках Америки и чемпионатах Южной Америки (с 1916 по 2011 год).

## История
«Насьональ» был основан 14 мая 1899 года и является первым футбольным клубом Южной Америки, который основали местные жители, за что и получил своё название. 13 сентября 1903 года в Буэнос-Айресе «Насьональ» целиком предстал в качестве сборной Уругвая и выиграл у сборной Аргентины товарищеский матч со счётом 3:2.
В дальнейшем с самых первых лет существования футбольной Лиги в Уругвае между «Пеньяролем» и «Насьоналем» из года в год разворачивается основная борьба за чемпионский титул.
Игроки «Насьоналя» составляли костяк сборной Уругвая на многих важнейших турнирах, завершившихся победой уругвайцев. В 1924 году на Олимпиаду в Париж поехало 7 представителей «Насьоналя» и ни одного из «Пеньяроля», поскольку тогда главный соперник «трёхцветных» выступал в опальной лиге под эгидой Федерации футбола Уругвая, а официально в ФИФА состояла Ассоциация футбола. При этом от других команд в сборную было делегировано максимум по три игрока (от «Лито» и «Ливерпуля»).

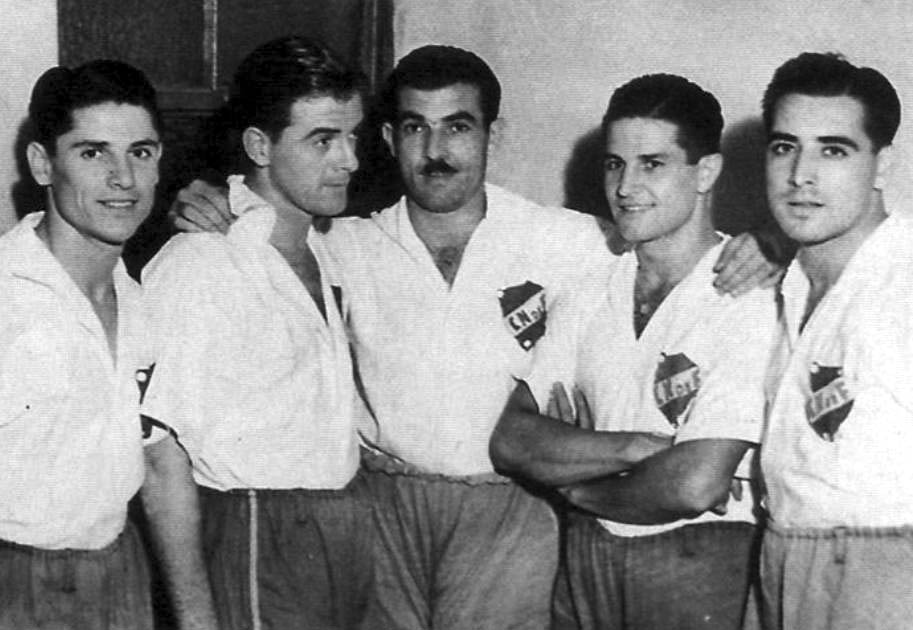
Пятёрка нападения «Белой машины» 1940-х: Луис Вольпи, Анибаль Сиокка, Атилио Гарсия, Бальестерос и Бибиано Сапирайн.

После успеха сборной в Париже в 1925 году «Насьональ» устроил триумфальный тур по Европе (в том году внутренние турниры в стране не проводились, поскольку улаживались противоречия между Ассоциацией и Федерацией футбола). За шесть месяцев команда провела 38 матчей против национальных сборных и клубов девяти стран. «Насьональ» выиграл 26 матчей, семь раз сыграл вничью и уступил только в пяти матчах при разнице забитых и пропущенных мячей 130:30.
В 1928 году на Олимпиаде в Амстердаме «Насьональ» также был представлен семью футболистами, в то время как от «Пеньяроля» (как и от «Белья Висты») Олимпийскими чемпионами стали четыре игрока.
Спустя два года, на первый чемпионат мира, прошедший в Монтевидео, тренерский штаб сборной Уругвая взял восемь представителей «Насьоналя» и пятерых пеньярольцев. На самом турнире все четыре матча провели лишь двое игроков «Насьоналя» (Хосе Леандро Андраде и Хосе Педро Сеа), столько же, сколько и игроки «Пеньяроля» (Альваро Хестидо и Лоренсо Фернандес), однако в целом это была сборная, больше ориентированная на игроков «Насьоналя», нежели на представителей других команд (в частности, Эктор Скароне пропустил лишь стартовую встречу и из восьми игроков «Насьоналя» на том турнире на поле появлялись шестеро, тогда как из пяти футболистов «Пеньяроля» сыграли трое).
В 1950 году на чемпионате мира в Бразилии Селесте была уже в большей степени укомплектована представителями «Пеньяроля» — девять человек из 22 представляли этот клуб. «Насьональ» был представлен пятью игроками. Из них Хулио Хервасио Перес и Эусебио Рамон Техера провели все четыре игры, а Шуберт Гамбетта — две последних, включая Мараканасо. Среди игроков «Пеньяроля» было пятеро, проведших все игры Мундиаля, и только двое не появлялись по ходу турнира в составе национальной команды.
Клуб установил пока непобитый рекорд по числу побед подряд в уругвайской лиге: в сезонах 1940—1942 «Насьональ» победил в 32 матчах кряду, разница мячей при этом составила 131:34. В чемпионате 1940 года 10 матчей (начиная с 12-го тура), победа во всех 20 матчах чемпионата 1941, 2 победы в следующем году. Последний победный матч завершился разгромом «Дефенсора» со счётом 10:1.
По количеству выигранных международных титулов — как неофициальных, так и под эгидой ФИФА — «Насьональ» является первой командой мира — у клуба 21 победа в престижных международных турнирах. Однако в статистику, которую учитывают историки Насьоналя, включены многие малозначимые на данный момент трофеи, которые разыгрывались в начале XX века. По победам же в Кубке Либертадорес «Насьональ» уступает «Пеньяролю» — три против пяти. В то же время, «Насьональ» сохраняет паритет со своим основным конкурентом с точки зрения побед в Межконтинентальном кубке — если «чёрно-золотые» проиграли в двух финалах этого турнира, то «Насьональ» во всех трёх случаях после побед в Кубке Либертадорес неизменно обыгрывал европейских соперников.
В 1960-е годы «Насьональ» трижды доходил до финала главного южноамериканского клубного турнира, но выиграть смог лишь в 1971 году. Затем были победы в 1980 и 1988 годах — последняя победа клуба является и последним для уругвайских команд успехом в Кубке Либертадорес на данный момент. Лишь в 2011 году «Пеньяролю» удалось дойти до финала турнира, но там его обыграл бразильский «Сантос». Поэтому «Насьональ» продолжает оставаться последним уругвайским победителем Кубка Либертадорес.

## Эволюция формы
| 1899 | 1902 | 1995 | 1997 гостевая | 1998 гостевая | 1998 третья | 2002 гостевая |

## Финансы
По состоянию на 2021 год годовой бюджет «Насьоналя» составлял 4,2 млн долларов США.

## Титулы и достижения
- Чемпион Уругвая (49): 1902, 1903, 1912, 1915, 1916, 1917, 1919, 1920, 1922, 1923 (АУФ), 1924 (АУФ), 1933, 1934, 1939, 1940, 1941, 1942, 1943, 1946, 1947, 1950, 1952, 1955, 1956, 1957, 1963, 1966, 1969, 1970, 1971, 1972, 1977, 1980, 1983, 1992, 1998, 2000, 2001, 2002, 2005, 2005/06, 2008/09, 2010/11, 2011/12, 2014/15, 2016, 2019, 2020, 2022
- Победитель Лигильи (8): 1982, 1990, 1992, 1993, 1996, 1999, 2007, 2008
- Победитель Промежуточного турнира (3): 2017, 2018, 2020
- Обладатель Суперкубка Уругвая (1): 2019
- Обладатель Кубка Либертадорес (3): 1971, 1980, 1988
- Обладатель Рекопы (1): 1988
- Обладатель Межамериканского кубка (2): 1972, 1989
- Обладатель Межконтинентального кубка (3): 1971, 1980, 1988

Молодёжь
- Обладатель Молодёжного Кубка Либертадорес (1): 2018

## Знаменитые игроки
По данным официального сайта «Насьоналя»
- Себастьян Абреу
- Эмилио Альварес
- Хавьер Амбройс
- Хосе Леандро Андраде
- Атилио Анчета
- Луис Артиме
- Хуан Карлос Бланко
- Хосе Ванццино
- Вальдемар Викторино
- Эухенио Гальвалиси
- Атилио Гарсия
- Шуберт Гамбетта
- Вальтер Гомес
- Уго де Леон
- Хулио Дели Вальдес
- Луис Эрнесто Кастро
- Эктор Кастро
- Луис Кубилья
- Манга
- Ринальдо Мартино
- Андрес Масали
- Хулио Монтеро Кастильо
- Оскар Хавьер Моралес
- Хулио Сесар Моралес
- Хуан Мартин Мухика
- Хосе Насасси
- Сантьяго Остоласа
- Анибаль Пас
- Хулио Перес
- Педро Петроне
- Рауль Пини
- Роберто Порта
- Абдон Порте
- Фелипе Ревелес
- Альваро Рекоба
- Родольфо Серхио Родригес
- Анхель Романо
- Хосе Сантамария
- Бибиано Сапирайн
- Хосе Педро Сеа
- Хорхе Сере
- Братья Сеспедесы (Амилькар, Боливар, Карлос)
- Альфредо Сибеччи
- Анибаль Сиокка
- Эктор Скароне
- Паскуаль Сомма
- Роберто Соса
- Рубен Соса
- Луис Альберто Суарес
- Эусебио Рамон Техера
- Луис Убинья
- Сантос Урдинаран
- Гильермо Эскалада
- Виктор Эспарраго
- Альфредо Фольино